# The Fable of Sister Mae, Who Did As Well As Could Be Expected
The Fable of Sister Mae, Who Did As Well As Could Be Expected è un cortometraggio muto del 1915. Il nome del regista non è riportato.
Il soggetto è tratto da una storia dello scrittore George Ade.

## Produzione
Il film fu prodotto dalla Essanay Film Manufacturing Company.

## Distribuzione
Distribuito dalla General Film Company, il film - un cortometraggio di una bobina - uscì nelle sale cinematografiche USA il 15 dicembre 1915.